# Street Fighter III: 3rd Strike
Street Fighter III 3rd Strike: Fight for the Future (ストリートファイターⅢ サードストライク FIGHT FOR THE FUTURE?) är ett man mot man-fightingspel utvecklat och utgivet av Capcom, ursprungligen som arkadspel i maj 1999. Spelet porterades till Sega Dreamcast, Playstation 2 och Xbox. En nedladdningsbar onlineversion, Street Fighter III: 3rd Strike Online Edition, släpptes till Playstation Network och Xbox Live Arcade i augusti 2011.
Spelet är en uppdaterad version av Street Fighter III, samt Street Fighter III 2nd Impact. Spelet innehåller fem nya figurer, inklusive en återkomst av Chun-Li.

### Fotnoter
1. ↑  ”Street Fighter III: 3rd Strike” (på engelska). Mobygames. http://www.mobygames.com/game/street-fighter-iii-3rd-strike. Läst 13 juni 2014.